# Polonia Bytom (żużel)
Polonia Bytom – polski klub żużlowy z Bytomia. Jego początki sięgają roku 1945. W latach 1948–1951 brał udział w rozgrywkach ligowych. W późniejszym czasie przestał funkcjonować. Po reorganizacji polskiego sportu na wzór radziecki, która miała miejsce na przełomie lat 40. i 50., działał jako Ogniwo Bytom.

## Historia
W 1945 r. kilku posiadaczy własnych motorów zgłosiło się do siedziby Polonii przy ul. Kolejowej, aby założyć sekcję sportów motorowych. W ten sposób powstała sekcja żużlowa. 1 września 1946 r. w Częstochowie na turnieju z okazji 40-lecia CTCiM-u drugie miejsce w klasie powyżej 350 cm³ zajął Jerzy Jankowski, zawodnik Polonii gościnnie występujący w barwach CTCiM-u.
W 1948 r. po raz pierwszy przeprowadzono w Polsce rozgrywki ligowe. Po przyjęciu odpowiedniej uchwały, Komisja Sportowa PZM wytypowała 16 najbardziej aktywnych klubów (chętnych było więcej), które w pierwszym etapie miały rywalizować w eliminacjach. Postanowiono rozegrać trzy turnieje eliminacyjne, w których startowało po jednym przedstawicielu szesnastu wytypowanych drużyn. Suma punktów uzyskanych przez trzech zawodników w tych trzech zawodach stanowiła punkty całego zespołu. 9 drużyn z najlepszymi wynikami miało stworzyć I ligę, natomiast pozostałe II ligę. Do 7 drużyn, które nie wywalczyły miejsca w I lidze dokooptowano Lechię Poznań i Polonię Bytom. Już w pierwszym sezonie bytomianie wygrali rozgrywki na drugoligowym froncie, dzięki czemu awansowali do I ligi.
Przed sezonem 1951 GKKF i Komisja Sportowa PZMot ustaliły, że powstanie liga złożona z 6 drużyn – przedstawicieli Zrzeszeń Sportowych Związków Zawodowych: Unia Leszno, Budowlani Warszawa, Ogniwo Bytom, Górnik Rybnik, Stal Ostrów Wielkopolski i Kolejarz Rawicz. Oprócz nich w lidze występować mieli jeszcze przedstawiciele wojska – CWKS Warszawa, i milicji – Gwardia Bydgoszcz, ponadto tuż przed rozpoczęciem rozgrywek do ligi dołączyły Włókniarz Częstochowa i Spójnia Wrocław.
Po sezonie 1951 siedzibę sekcji ZS „Ogniwo” przeniesiono do Łodzi.

## Poszczególne sezony
| Sezon | Rozgrywki ligowe | Rozgrywki ligowe | Rozgrywki ligowe | Uwagi                                                   |
| Sezon | Liga             | Liga             | Miejsce          | Uwagi                                                   |
| ----- | ---------------- | ---------------- | ---------------- | ------------------------------------------------------- |
| 1948  | Eliminacje       | Eliminacje       | –                | Klub nie brał udziału                                   |
| 1948  | II               | II liga          | 1/9              |                                                         |
| 1949  | I                | I liga           | 4/9              |                                                         |
| 1950  | I                | I liga           | 9/9              | Brak jednoznacznych źródeł nt. rozstrzygnięć ws. spadku |
| 1950  | I                | I liga           | 9/9              | Przydział do ligi „zrzeszeniowej”                       |
| 1951  | I                | Liga             | 5/10             |                                                         |

| Poziom ligowy | Liczba sezonów | Sezony    |
| ------------- | -------------- | --------- |
| I             | 3              | 1949–1951 |
| II            | 1              | 1948      |

## Osiągnięcia

### Krajowe
Poniższe zestawienia obejmują osiągnięcia klubu oraz indywidualne osiągnięcia zawodników w rozgrywkach pod egidą PZM.

#### Mistrzostwa Polski
Indywidualne mistrzostwa Polski
- 1. miejsce (1):
  - 1951 – Włodzimierz Szwendrowski
- 3. miejsce (1):
  - 1949 – Jan Paluch